# Lotus Europa S
Lotus Europa S – sportowy samochód osobowy produkowany przez brytyjską firmę Lotus w latach 2006–2010. Dostępny jako 2-drzwiowe coupé. Do napędu użyto turbodoładowanego silnika R4 o pojemności dwóch litrów. Moc przenoszona była na oś tylną poprzez 6-biegową manualną skrzynię biegów.

## Dane techniczne

### Silnik
- R4 2,0 l (1998 cm³), 4 zawory na cylinder, DOHC, Turbo
- Układ zasilania: wtrysk SMPFi
- Średnica × skok tłoka: 86,00 mm × 86,00 mm
- Stopień sprężania: 8,6:1
- Moc maksymalna: 200 KM (146,9 kW) przy 5400 obr./min
- Maksymalny moment obrotowy: 272 N•m przy 5000 obr./min

### Osiągi
- Przyspieszenie 0-100 km/h: 5,8 s
- Przyspieszenie 0-160 km/h: 13,8 s
- Czas przejazdu ¼ mili: 14,2 s
- Czas przejazdu 1 kilometra: 26,4 s
- Prędkość maksymalna: 230 km/h
- Średnie zużycie paliwa: 9,3 l / 100 km